# Axii

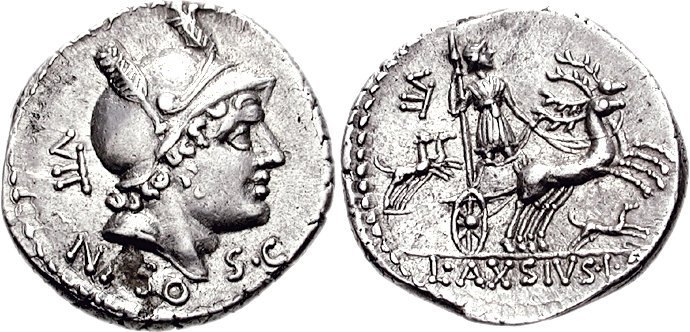
Denier de Lucius Axius Naso, 71 av JC. L'avers représente Mars, au revers Diane conduit une bige tirée par des cerfs, entourée de ses chiens. Les Axii avaient probablement une dévotion particulière à la déesse.

La gens Axii, également orthographiée Axsii, est une famille plébéienne à Rome  du dernier siècle de la République et du début de l'Empire. La gens est limitée,  une partie de la famille était aisée.

## Branches et cognomen
Aucun des Axii mentionnés dans l'histoire ne porte de nom de famille ; le seul surnom trouvé dans les inscriptions est Naso, se référant  à quelqu'un avec un nez proéminent,},.

## Membres

### Sous la République

#### Axii deReate
- Marcus Axius, (v.-125 - ?),
  - Quintus Axius, (v.-100 - ap.-46), questeur en -74, ami  de Cicéron et de Varron[a 1],[a 2],[4],[a 3],[a 4],[b 1];
    - Marcus Gallius Axianus, (v.-75 - ap.-44), fils adoptif de Marcus Gallius[5].

#### Axii Naso
- Lucius Axius (Naso?), (v.-120 - ?), chevalier romain[b 2],[a 5],;
  - Lucius Axius Naso, (v.-95 - ap.-71), triumvir monétaire en -71[2],[6].;
    - ? (Axius Naso), (v.-60 - ?);
      - ? (Axius Naso), (v.-30 - ?);
        - Lucius Axius  Naso, (v.-5 - ap.29), proconsul de Chypre en 29 [7]

### Sous le Principat

#### Axii Sucula
- Lucius (Axius Sucula);
  - Lucius Axius Sucula, (v.185/90 - ap.212/7), questeur sous Caracalla;
    - Lucius Axius Sucula, (v.210 - ?), questeur;
    - Axia Lucilla;

#### Axii Aeliani
- Quintus (Axius Aelianus), (v.175 - ?);
  - Quintus Axius Aelianus, (v.200 - ap.235/8), chevalier romain;
    - Quintus Axius Aelianus Iunior, (v.220 - ap.235/8);
      - ? (Axia Aeliana), épouse (Hydrius);
        - ? Hydria Tertulla, épouse de Terentius Musaeus;
          - Axia Aeliana

#### Autres
- Titus Axius, consul suffect en 44 ou 45;

## Pour approfondir